# 후루미야촌 (도쿠시마현)
후루미야촌(古宮村)은 일본 도쿠시마현 미마군에 설치되었던 촌이다. 현재의 미마시의 일부에 해당한다.

## 역사
- 1889년 10월 1일 - 정촌제 시행에 의해 근세이후의 미마군 한다이라야마촌이 단독으로 지자체를 형성하였다
- 1927년 6월 1일 - 한다이라야마촌이 후루미야촌으로 개칭되었다.
- 1954년 3월 31일 - 구 아나부키정, 미시마촌, 구치야마촌과 합병해, 새로운 아나부키정이 성립, 동일 후루미야촌은 폐지되었다.

## 참고문헌
- 角川日本地名大辞典 36 徳島県